# Neofiguración

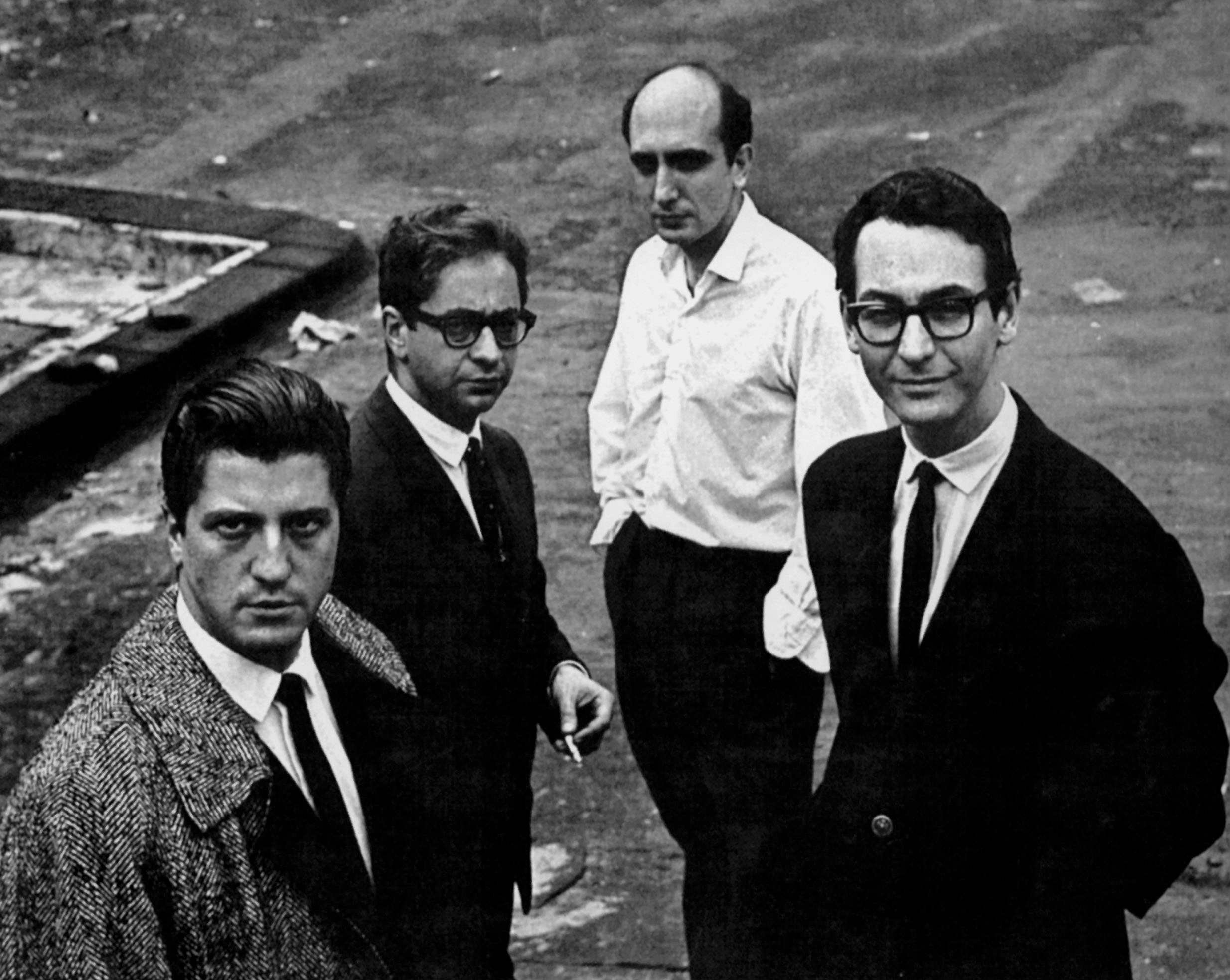
Los artistas de la Nueva Figuración argentina Rómulo Macció, Ernesto Deira, Luis Felipe Noé y Jorge de la Vega en 1963, fotografiados por Sameer Makarius.

La neofiguración o pintura neofigurativa es un movimiento artístico de la segunda mitad del siglo XX caracterizado por una vuelta a la pintura figurativa frente a la abstracción, aunque los pintores tratan el tema de una manera informal y expresionista. Surge como reacción al arte abstracto tras la Segunda Guerra Mundial, en especial durante los años 1950 y 1960.
El término «neo-» y «figurativo» surgió en los años sesenta en Argentina, México, Venezuela y España para representar una nueva forma de arte figurativo. En España se desarrolló hasta el año 1965, momento en el que se pasó a la figuración narrativa. 
La nueva figuración preconizaba un retorno al objeto y a la realidad cotidiana. Se vuelve a representar la realidad («iconocidad»), en particular la figura humana, pero con las técnicas del informalismo. Suele tener un sentido de denuncia social. Se aprecian tendencias expresionistas, en las que se adoptan formas orgánicas deformadas y monstruosas como las obras de Francis Bacon o compuestas de manera desordenada como las del grupo Cobra.
Se desarrollaron dos orientaciones de este movimiento: la caracterizada por el análisis de la imagen y de sus estructuras (Adami (pintor), Raysse, Klasen, Proweller) y la centrada en la realidad social y política contemporánea (Arroyo, Equipo Crónica, Canogar, Aillaud, Parré).
También se habla de:
- Figuración abstracta: son representaciones que pueden verse en algunas obras de pintores por lo general abstractos, como de Kooning, Franz Kline, Wols, Asger Jorn, Luisa Richter o Antonio Saura.
- Figuración grotesco-primitiva: grupo Cobra, Jean Dubuffet.
- Figuración connotativa: Francis Bacon, grupo El Paso (Manolo Millares, Pablo Serrano).

El pintor más representativo es el irlandés Francis Bacon, quien retrata la soledad, el horror y la angustia contemporáneas en sus figuras aisladas y deformes. Ejemplo: Estudios sobre el retrato del papa Inocencio X de Velázquez.
Entre los artistas neofigurativos se encuentran Jorge Figueroa Acosta, Fernando Botero, Jacobo Borges, Alirio Rodríguez, Jose Luis Cuevas, el Grupo Hondo (España), Antonio Berni, Verónica Ruiz de Velasco, Oswaldo Viteri, Clara Patricia Cano C. y los escultores Juan Antonio Palomo, Alirio Palacios y Josep Maria Subirachs.
Derivaciones de esta tendencia son los pintores realistas del grupo alemán Zebra y los muchos hiperrealistas estadounidenses.

## Nueva Figuración Argentina
La Nueva Figuración Argentina representa el surgimiento de una alternativa respecto a las tendencias dominantes de abstracción y el reciente nouveau realisme (nuevo realismo). El término agrupa artistas de tendencias muy diversas que participan del subjetivismo y de cierto tratamiento informal, al tiempo que recurren a la representación figurativa.

### Historia
Durante la primera mitad de siglo el arte oscila entre dos corrientes artísticas: la figuración y la abstracción, que lentamente abre camino a una nueva corriente denominada "Nueva Figuración" con una amplia difusión en América Latina y Europa.
Esta figuración fue elaborada por los artistas argentinos Ernesto Deira, Rómulo Macció, Luis Felipe Noé y Jorge de la Vega, desde 1961 hasta 1965, a los que se incorporó fugazmente Enrique Sobisch.
Al querer salir de su condición provincial, "periférica", los artistas argentinos se lanzan en dos direcciones, ambas igualmente vanas. La multiplicación de los medios de comunicación acortó la demora en la transmisión de los modelos artísticos. Por eso algunos intentan adoptar el ritmo espasmódico de la modernidad occidental.
Buenos Aires tuvo sus Abstractos líricos, informales, Pop, Conceptuales, Land Art. Otros cultivan su diferencia recurriendo a un fondo indigenista, arte precolombino o iconografía de la época colonial. El valor y la fuerza de Deira, Macció, Noé y de la Vega consistieron en rechazar esta doble utopía —creer que Argentina es una sociedad europea exiliada o que conservó intacta una quimérica autenticidad americana— para afrontar las contradicciones de su identidad de argentinos de la segunda mitad del siglo XX.